# Westernijtsjerk
Westernijtsjerk (en néerlandais : Westernijkerk) est un village de la commune néerlandaise de Noardeast-Fryslân, situé dans la province de Frise.

## Géographie
Le village est situé dans le nord de la Frise, près de Marrum dont il constitue une dépendance..

## Histoire
Westernijtsjerk fait partie de la commune de Ferwerderadiel avant le 1er janvier 2019, où celle-ci est supprimée et fusionnée avec Dongeradeel et Kollumerland en Nieuwkruisland pour former la nouvelle commune de Noardeast-Fryslân.